# Vlag van Nuth

Vlag van Nuth (1982-2019)

Vlag van Nuth (1978-1982)

Vlag van Nuth (1946-1978)

De vlag van Nuth was van 21 juni 1982 tot 2019 de officiële gemeentevlag van de voormalige Nederlands Limburgse gemeente Nuth. De vlag werd door de gemeenteraad bij raadsbesluit aangenomen. Vanaf 2019 is de vlag niet langer als gemeentevlag in gebruik omdat de gemeente Nuth opging in de gemeente Beekdaelen. 
De vlag bestaat uit drie horizontale banen in de kleuren geel, wit en rood. De drie banen zijn van gelijke hoogte. Aan de broekingzijde is in de bovenste twee banen het gemeentewapen aangebracht. Het wapen heeft de hoogte van 8/10 van deze twee banen.

## Eerdere vlaggen
Op 11 juli 1946 werd bij raadsbesluit een eerdere vlag vastgesteld. Deze leek op de vlag van 1982, maar het gemeentewapen ontbrak en de kleurvolgorde was geel-rood-wit.
Van 1938 tot 1948 werd een vlag gevoerd met drie horizontale banen in de kleuren geel, wit en rood. Deze vlag werd in augustus 1938 ingevoerd naar aanleiding van het veertigjarig regeringsjubileum van koningin Wilhelmina. De kleuren waren ontleend aan het net toegekende (tweede) gemeentewapen en de vlag was in overleg met de rijksarchivaris in Limburg vastgesteld.
In 1978 werd aan deze driekleur het toenmalig gemeentewapen toegevoegd.

## Verwante afbeeldingen

Wapen van Nuth (1938)
Wapen van Nuth (1982)

Ambt Montfort 
· Amby 
· Arcen en Velden 
· Baexem 
· Beegden 
· Belfeld 
· Bemelen 
· Berg en Terblijt 
· Bocholtz 
· Born 
· Broekhuizen 
· Cadier en Keer 
· Echt 
· Eijsden 
· Elsloo 
· Eygelshoven 
· Geleen 
· Grathem 
· Grubbenvorst 
· Haelen 
· Heel 
· Heel en Panheel 
· Heer 
· Helden 
· Herten
· Heythuysen 
· Hoensbroek 
· Horn 
· Horst 
· Hulsberg 
· Hunsel 
· Kessel 
· Klimmen 
· Limbricht 
· Linne 
· Maasbracht 
· Maasbree 
· Margraten 
· Meerlo-Wanssum 
· Meijel 
· Melick en Herkenbosch 
· Montfort 
· Munstergeleen 
· Neer 
· Nieuwenhagen 
· Nieuwstadt 
· Nuth 
· Ohé en Laak 
· Onderbanken 
· Ottersum 
· Posterholt 
· Roggel 
· Roggel en Neer 
· Schaesberg 
· Schinnen 
· Sevenum 
· Sint Odiliënberg 
· Sittard 
· Stevensweert 
· Stramproy 
· Susteren 
· Swalmen 
· Tegelen 
· Thorn 
· Ubach over Worms 
· Ulestraten 
· Urmond 
· Valkenburg-Houthem 
· Vlodrop 
· Wessem 
· Wittem